# 罗姆内村委员会
罗姆内村委员会（俄语：Ромненский сельсовет）是俄罗斯联邦阿穆尔州罗姆内区所属的一个村委员会。其下辖有2个居民点，行政中心为罗姆内。据2016年统计，该村委员会的人口为3109人。